# Tutta colpa della Brexit
Tutta colpa della Brexit è un programma televisivo trasmesso in seconda serata su Rai 3 dal 14 dicembre 2017 al 4 gennaio 2018. Presentato dal comico Francesco De Carlo, racconta in modo autobiografico e documentaristico la sua esperienza di lavoro da ottobre 2016 a dicembre 2017 come comico a Londra in Inghilterra, con una retrospettiva sulla Brexit e con interviste agli italiani che abitano nel Regno Unito.